# Deportivo Laferrere
Der Club Deportivo Laferrere ist ein argentinischer Fußballverein aus Gregorio de Laferrère (Partido La Matanza) im Ballungsraum von Buenos Aires. Der Verein wird auch Los Villeros oder Lafe genannt.

## Geschichte
Der Verein wurde ursprünglich unter dem Namen „Club Social y Cultural Sportivo Laferrere“ gegründet. Aufgrund rechtlicher Anforderungen wurde er später in den heutigen Namen umbenannt. Erster Präsident des Klubs war Ángel Alcaraz. In den Anfangsjahren des Vereins wurden während des Karnevals beliebte Tänze veranstaltet, die in der Region schnell berühmt wurden, sowie weiteren sozialen Aktivitäten. Der Klub trat mit der Fußballabteilung der Liga barrial Laferrerense bei und gewann 1962, 1965 und 1975 den regionalen Meistertitel. Im Jahr 1978 trat der Verein der Asociación del Fútbol Argentino bei und begann, im Torneo der Primera D zu spielen. Nach acht Jahren in dieser Liga gelang ihm 1986 der erste Aufstieg in die Primera C. Im darauffolgenden Jahr wurde das gerade erst aufgestiegene Team Meister des Torneos der Primera C.
Der Verein spielte bis zur Saison 1989/90 in der Primera B Metropolitana. In diesem Jahr gelang durch den Finalsieg über die All Boys der Aufstieg in die Primera Nacional B, die zweithöchste Spielklasse in Argentinien. Im Jahr 2002, nach zwei Abstiegen, gelang dem Deportivo Laferrere die Rückkehr in die Primera B Metropolitana. Die von Sergio Quiroga trainierte Mannschaft gewann das Torneo der Clausura 2002 in der Primera C und sicherte sich anschließend im Torneo Reducido gegen Colegiales den einzigen Aufstiegsplatz.

## Stadion
Seine Heimspiele trägt Deportivo Laferrere im 13.000 Zuschauer fassenden Estadio Ciudad de Laferrere aus. Das Stadion trägt keinen offiziellen Namen und wurde 1958 eröffnet.

## Rivalität
Hauptrivale des Vereins ist der Club Social y Deportivo Liniers, der mit Laferrere den Clásico de La Matanza oder Clásico Matancero ausspielt. Beide Vereine kommen aus dem Partido La Matanza. Ein weiterer Rivale von Laferrere ist der Sacachispas Fútbol Club.

## Erfolge
- Meister der Primera C: 1986/1987, 2001/02